# Консолідація ґрунту
Консолідація ґрунту — у ґрунтознавстві — зміна об'єму ґрунту внаслідок дії на нього певний час навантаження. Процес консолідації значною мірою пов'язаний з витісненням ґрунтових вод, тому він залежить, з точки зору осідання та часової еволюції, від стисливості та проникності ґрунту.

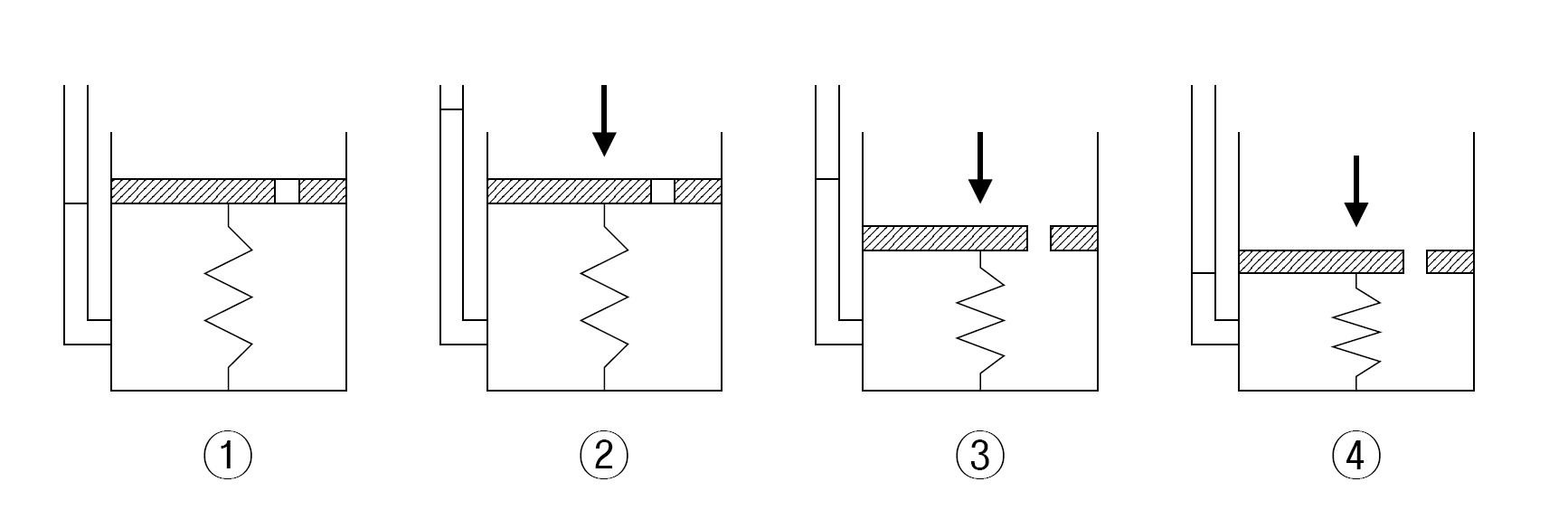
Імітаційна модель стискання ґрунту.